# Sindh Sagar Doab
Il Sindh Sagar Doab è uno dei cinque maggiori doab della provincia pakistana del Punjab. Doab, termine persiano, indica un'area compresa tra due fiumi. Il Sindh Sagar Doab è l'area compresa tra l'Indo e il Jhelum. In quanto tale, forma la porzione nord-occidentale delle pianure del Punjab. È il maggiore per superficie dei doab del Punjab, ma anche il più povero, a causa della ridotta estensione dei terreni coltivati. Tra le principali strutture geografiche di questo doab figurano i monti Kāla Chitta, le colline Margalla e Murree, l'altopiano di Potwar, la Salt Range e il Thal. Alcune delle sue principali città sono Islamabad, Rawalpindi, Taxila, Attock, Chakwāl, Jhelum, Pind Dādan Khān, Talagang, Miānwāli, Bhakkar, Leiah (Layyah), Kot Addu, Muzaffargarh, Khushāb e Quaidabad. I principali affluenti di sinistra dell'Indo nell'area sono l'Haro, che confluisce nell'Indo a valle di Attock, e il Soan, che confluisce nell'Indo a valle di Makhad.